# Westliche Sulzplatte
Die Westliche Sulzplatte ist ein Naturraum (082.30) der Südlichen Frankenalb im Südwestdeutschen Stufenland.
Sie ist Teil der Nordteil der Südlichen Frankenalb, eines Unterraums der Südlichen Frankenalb, die wiederum zur auch Frankenalb genannten Fränkischen Alb gehört. Es ist eine Jura-Hochfläche welche zwischen dem Tal der Schwarzach und der Sulz liegt. Die im Norden der Platte bei Viehhausen bis zu 571 m ü. NHN erreicht und im Haunstetter Forst. Über zehnprozentige Steigungen führen aus dem Schwarzach- und Anlautertal auf den südlichen Teil der Anlauteralb.

## Geographische Beschreibung
Im Norden grenzt das Schwarzachtal (111.01) im Freystädter Albvorland und Südliches und Westliches Neumarkter Becken (111.12) des Neumarkter Beckens an, im Osten das Sulztal (82.31), im Süden Beilngries-Dietfurter Tälerzone (82.37) und im Osten der Schwarzach-Thalach-Taltrichter (82.29) der Altmühlalb.
Weil das Juragestein im Untergrund verkarstet ist, wird es großflächig unterirdisch über Klüfte entwässert und hat nur wenige Wasserläufe an der Oberfläche. Der Grundwasserspiegel und die Oberflächengewässer in ihren eingegrabenen Tälern liegen sehr tief. Dies bereitete früher große Probleme bei der Wasserversorgung der Dörfer auf der Albhochfläche. Im Süden befinden sich zwei größere Schotterwerke.

## Besiedlung
Auf der Westlichen Sulzfläche liegen keine größeren Orte. Diese liegen mit Greding, Beilngries und Berching in den benachbarten Tälern. Es sind Viehhausen, Kleinnottersdorf, Österberg, Stierbaum, Rübling, Rudertshofen, Wirbertshofen, Röckenhofen, Hernsberg, Litterzhofen, Fribertshofen, Staudenhof, Landerzhofen, Attenhofen, Birkhof, Kaising, Wiesenhofen, Kaldorf, Hirschberg und Haunstetten.
Das Gebiet ist nur sehr dünn besiedelt und wird land- und forstwirtschaftlich genutzt. Besonders im Norden und im Südwesten befinden sich große Wälder.